# Lebes
Lebes (stgr. λέβης) – rodzaj starożytnego greckiego naczynia ceramicznego, służącego do celów toaletowych.
Antyczny lebes był głęboką okrągłą bezimadłową misą o wypukłym obłym dnie, który trzeba było umieszczać na specjalnym stojaku. Obecnie często mylony z dejnosem, ale ich przeznaczenie było różne. Lebesy miały średnio wysokość 20 cm, ze stojakiem ok. 70 cm. „Lebes” było starożytną nazwą tego naczynia, co potwierdzają zarówno inskrypcje na wazach, jak i źródła literackie, takie jak, np. Odyseja Homera (stgr. λέβητος), gdzie ucztujący myją ręce w naczyniach nazywanych „lebetes”.
Garncarze attyccy wytwarzali naczynia tego typu od początku VI w. p.n.e. do końca V w. p.n.e. Lebesy nie były jednak tak popularne jak kratery ze stopką, które nie potrzebowały żadnego specjalnego stojaka. Zdaje się, że forma lebesów z brązu zaczerpnięta została od lebesów ceramicznych. Wcześniej znane były przede wszystkim metalowe kotły z protomami ludzkimi lub zwierzęcymi. Występowały powszechnie w sanktuariach od VIII w. p.n.e. jako naczynia rytualne. Ich kształt i dekoracje inspirowane były statkami północnosyryjskimi sprowadzanymi głównie z państw neohetyckich.
W drugiej połowie VII wieku p.n.e. lebesy z brązu zaczęły wypierać kotły z protomami. Zmiana ta prawdopodobnie zbiega się z w czasie z nową praktyką używania na sympozjach naczyń do rozcieńczania wina wodą. Znane są jednak kotły ceramiczne z VII w. p.n.e., niektóre z protomami na górnych krawędziach oraz z postumentami. Nad ogniem można było stawiać duże ceramiczne lub metalowe lebesy i gotować w nich większą ilość wody lub jedzenia. Najstarsze czarnofigurowe lebesy attyckie, przypisywane Malarzowi Gorgony, powstały około 580 r. p.n.e. Attycki kształt lebesów inspirowany był starszym korynckim, produkowanym od drugiej połowy VII w. p.n.e.
Zgodnie z ustaleniami ikonograficznymi lebesy najczęściej służyły jako naczynia do obmyć. Wręczano je także jako nagrody dla zwycięzców zawodów lekkoatletycznych, często ze stojakiem. W ikonografii pojawiają się również jako naczynia do rozcieńczania wina podczas sympozjów lub dary wotywne w sanktuariach i w miejscach pochówku.

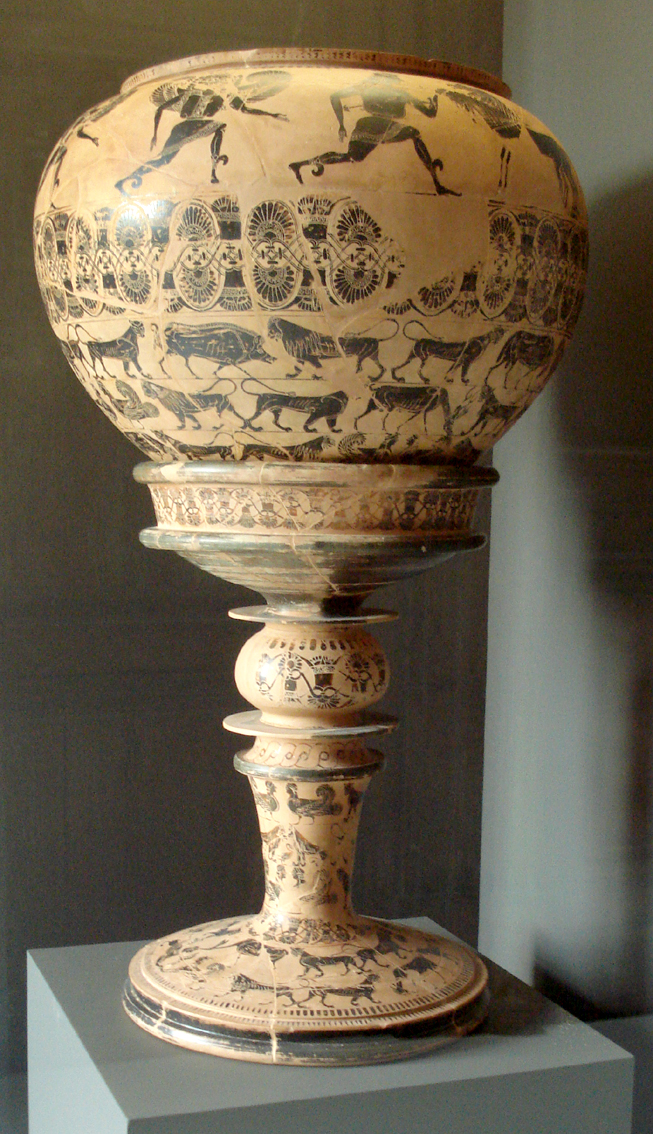
Lebes czarnofigurowy, Malarz Gorgony, ok. 580 p.n.e. (Luwr)
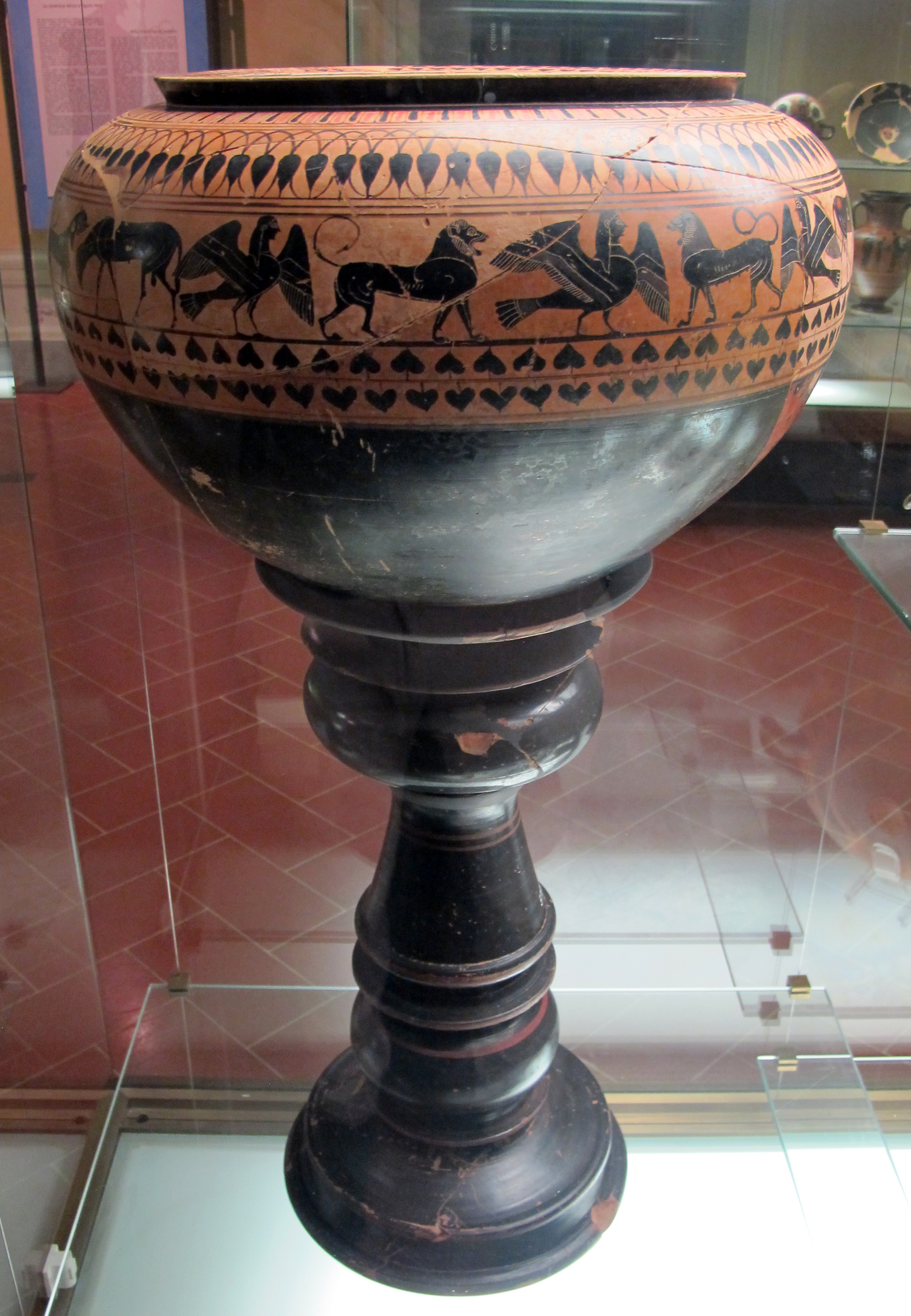
Lebes attycki z podstawą, ok. 575–500 p.n.e.
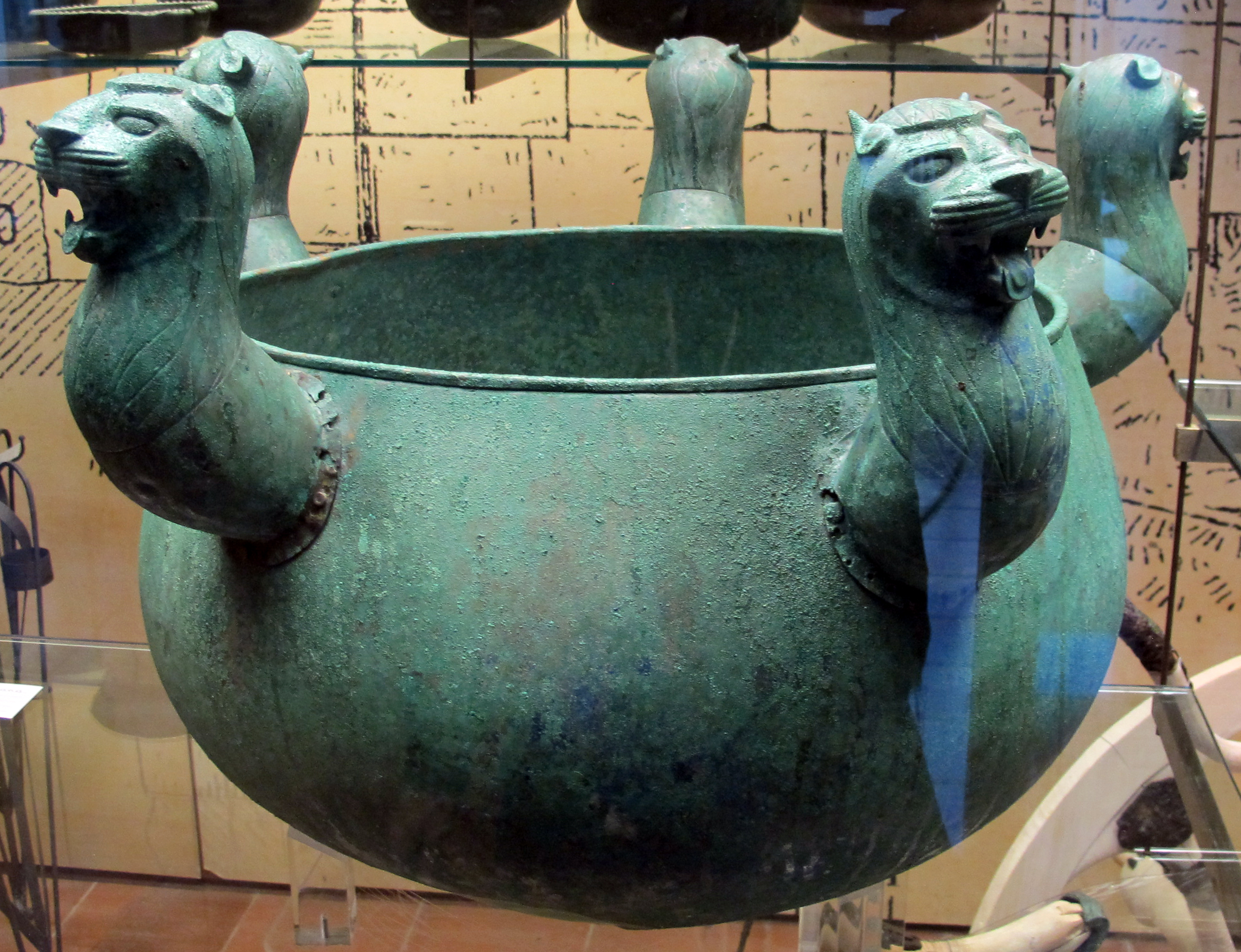
Lebes etruski z brązu z protomami, bez podstawy, ok. 675–650 p.n.e.
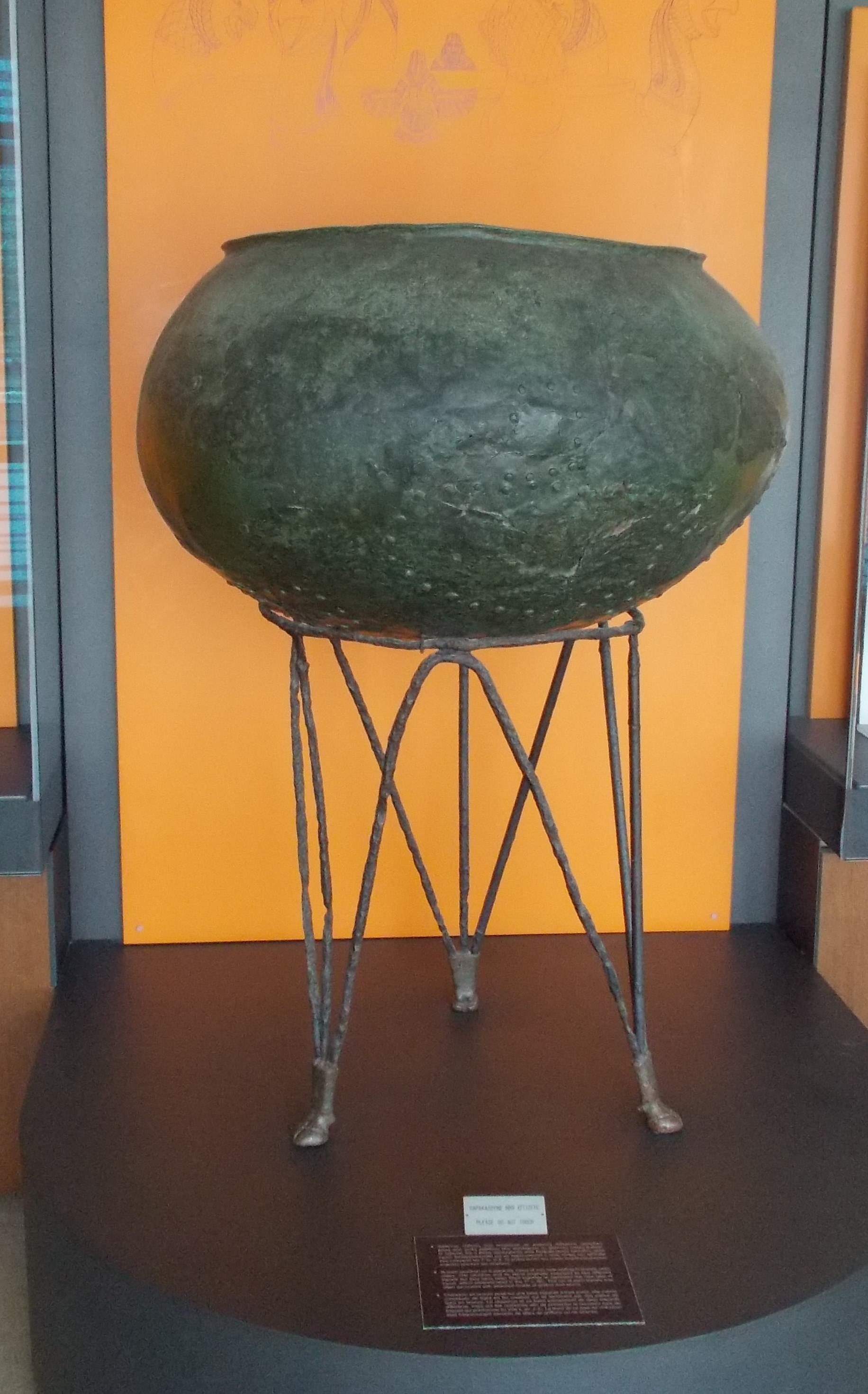
Lebes z brązu na statywie, Delfy
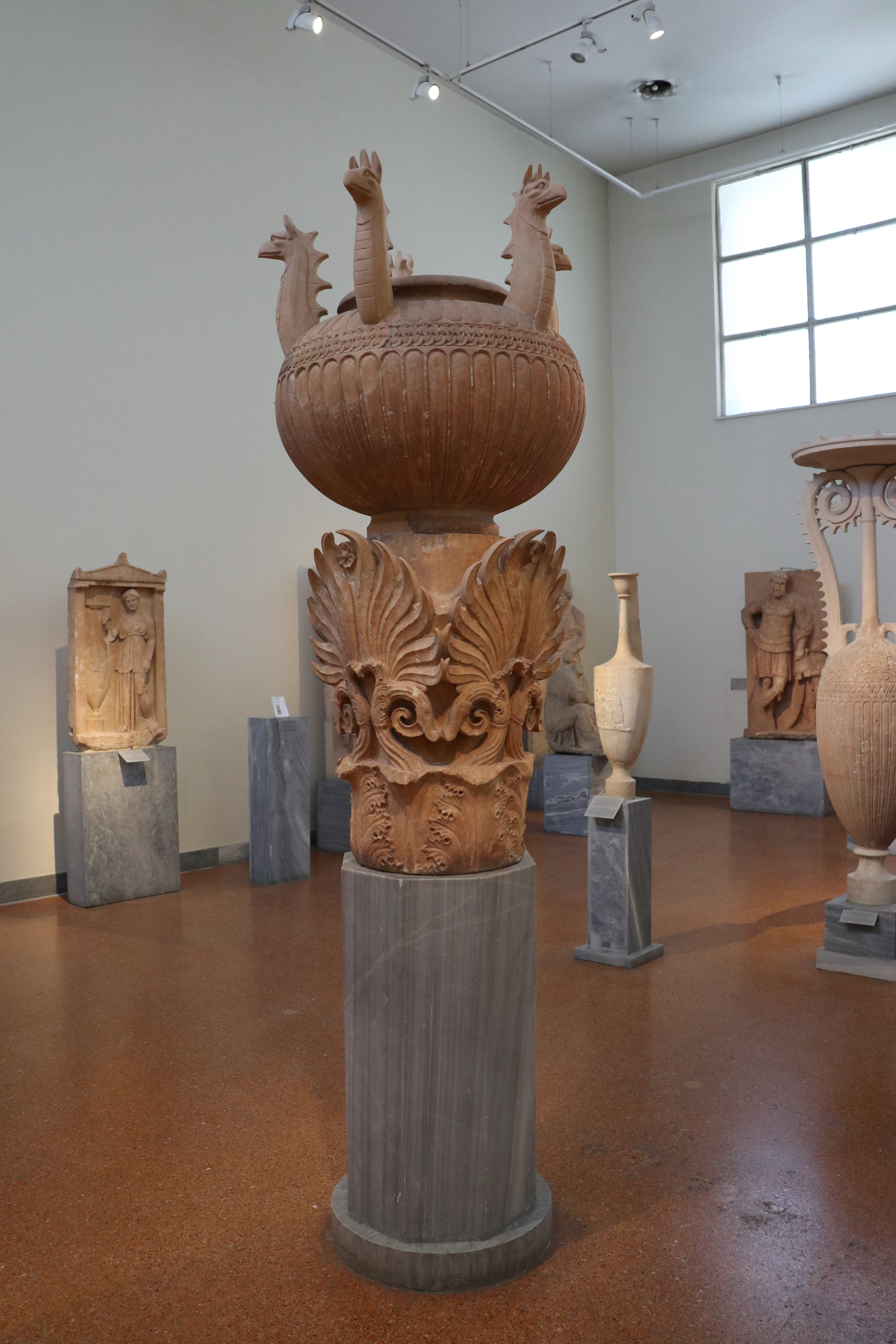
Marmurowy lebes pogrzebowy, Attyka (Narodowe Muzeum Archeologiczne w Atenach)